# 东蒙古人民自治军
东蒙古人民自治军是1946年1月东蒙古人民自治政府组建的蒙古族军队。1946年《四三协定》签署后，改称内蒙古人民自卫军，逐渐过渡到接受中国共产党与内蒙古自治运动联合会东蒙总分会的领导指挥。

## 历史
1946年1月16日，东蒙古人民代表大会在葛根庙召开，会议决定成立东蒙古人民自治政府。大会通过了《东蒙古人民自治政府施政纲领》、《东蒙古人民自治法》和《东蒙古人民自治政府成立宣言》。
按照《东蒙古人民自治法》规定：“为保护东蒙古人民自治权，组织东蒙古人民自治军”。设东蒙古人民自治政府内防部，阿思根任内防部长。统辖东蒙古所有武装，组建东蒙古人民自治军。
1946年4月3日，内蒙古自治运动统一会议（四三会议）在承德举行。从形式上统一了东、西蒙古的自治运动。根据“四三会议”的决议，1946年5月26日至28日，东蒙古人民第二次临时代表会议在王爷庙（今乌兰浩特）举行。会议通过并发布《东蒙古人民临时代表大会宣言》，提出：为全内蒙古自治运动的统一，执行“四三”会议决议，取消东蒙古人民自治政府，撤销各省建制，成立兴安省政府，建立内蒙古自治运动联合会东蒙总分会，哈丰阿为主任。会议决定兴安省政府受东北行政委员会和内蒙古自治运动联合会双重领导。大会选举特木尔巴根为兴安省政府主席，张策为副主席。会议宣布撤销东蒙古人民自治军，所属各部队统一编制，改称内蒙古人民自卫军；成立兴安军区，由内蒙古人民自卫军副司令员阿思根兼任兴安军区司令员，哈丰阿任政委。成立内蒙古自治运动联合会兴安盟分会，乌云达赉任主任(后由特布信接任)。兴安省政府接受东北行政委员会与内蒙古自治运动联合会东蒙总分会双重领导。内蒙古人民自卫军兴安省军区接受东北民主联军西满军区的领导指挥。
1946年6月1日，哲里木省建制撤销，哲里木盟行政委员会、内蒙古自治运动联合会哲里木盟分会在通辽成立。6月5日，昭乌达省建制撤销，昭乌达盟行政委员会成立。6月7日，纳文慕仁省建制撤销，改组为纳文慕仁盟行政委员会。

## 建制组成
- 东蒙古人民自治军受东蒙古人民自治政府内防部部长阿思根的统帅。1946年5月28日后改为受内蒙古人民自卫军兴安军区司令员阿思根（兼），政委哈丰阿，副政委张策的统帅。
  - 骑兵第一师：前身是1945年8月10日，莫德尔图在阿尔山率130余人举行起义；8月11日，都固尔扎布、王海山等率600余兴安陆军军官学校师生在葛根庙举行起义，击毙军校生徒队长吉川中校、大岩少校等20余名日本军官。哈丰阿和特木尔巴根等人组织了东蒙古人民民族解放委员会，成立了兴安总省。1945年10月2日，在兴安总省的领导下和苏军的支持下，在王爷庙（今乌兰浩特市）以参加“八一一起义”队伍为骨干，兴安学院、育成学院、兴安医学院等校学生、部分伪满国兵参加的民警大队，都固尔扎布任大队长，下设4个中队。不久改称警备大队。1945年12月1日，警备大队扩编为警备总队，都固尔扎布任总队长，王海山任第一大队大队长，双宝为第二大队大队长，单福祥为第三大队大队长，活跃于王爷庙（今乌兰浩特）地区。1946年1月16日，在王爷庙成立了东蒙古人民自治政府，组织了东蒙古人民自治军。1月末，东蒙古人民自治政府决定将民警总队扩编为东蒙古人民自治军骑兵第一师。莫德勒图（莫德勒图、莫得尔图，郭东部、郭东布）任师长[3]、都固尔扎布任参谋长兼政治部主任。下设4个团1500余人，原民警总队第一大队、第二大队、第三大队分别扩编为第一团、第二团、第三团，西科中旗民警大队扩编为第四团。“四·三”会议之后，胡秉权任骑兵第一师政委，都固尔扎布任副师长兼政治部主任。1946年5月25日成立了内蒙古人民自治运动联合会东蒙古总分会，成立了兴安军区，东蒙古人民自治军改编为内蒙古人民自卫军。接受中共领导与西满军区的指挥。骑兵第一师改称为内蒙古人民自卫军骑兵第一师。1946年8月10日，中共兴安省委、兴安军区调整了骑兵第一师的师、团领导，王海山任师长、双宝任副师长，胡秉权任政委、都固尔扎布任副政委（后任政委），额博尔图任参谋长，旺丹任政治部主任。1947年6月底，骑兵第一师与辽吉一分区成立蒙汉联军司令部。1948年3月部队整编，王海山任师长、副师长张光迪（1906年12月25日-1986年11月11日，河北广宗人，东北抗联出身，开国大校，历任黑龙江军区第二军分区旅长、第三军分区旅长、副司令员、司令员、合江军事部副部长。建国后历任天津军分区、邢台军分区、邯郸军分区司令员），胡昭衡任政委，旺丹任副政委兼政治部主任，额博尔图任参谋长。1948年7月26日，骑兵第1师第3团奉命在副政委旺丹率领下从乌兰浩特乘火车出发到保康下车，然后乘马行军到长春外围，受东北人民解放军独立第10师指挥，与其他兄弟部队一起围困长春。1948年10月20日，配属东北野战军第十纵队由新立屯东北地区后撤至黑山、大虎山以北地区，依托医巫闾山构筑工事，阻击廖耀湘兵团，迟滞其前进，以争取时间待野战军主力回师，然后配合主力聚而歼之。10月22日下午2时，敌骑兵200余人进入大小民圈、田家窝棚我方阵地一带。师令第1团接替第2团的胡家窝棚阵地，继续构筑工事；第2团当夜出发寻机歼敌。10月23日凌晨2时许，第2团由头道镜子经康家窝棚隐蔽迂回到田家窝棚，与敌骑兵第1旅第5团前哨遭遇。第2团团长富金山当机立断，组织拉木扎布连长率领第3连迅猛地乘马冲击，远用炮轰枪射，近用刀劈枪扫，仅用1小时就击溃敌人主力，砍死砍伤敌人数十名，俘敌连长以下27人，缴获六零炮2门、步马枪23支、军马24匹，我军无一伤亡。10月23日凌晨3时许，黑山阻击战的序幕——胡家窝棚阻击战打响了。敌第207师第3旅（辖3个团），在重炮和飞机掩护下，向骑兵第1师约300人的第1团的2km宽的胡家窝棚阵地发起猛烈进攻。第1团顽强地坚守阵地7个小时以上，毙、伤敌人151人，牺牲布和吉雅连长等65名干部战士。[4]1949年5月改编为中国人民解放军内蒙古军区骑兵第一师，编为第一团、第二团、第三团、第十六团4个团，王海山任师长，张光迪任副师长，都固尔扎布任政委，李天宇任参谋长，墨志清任政治部主任，鲍音扎布（1921-2001.8，又名包音扎布，朝阳县贾家店乡德力吉村人。1945年加入内蒙古人民革命青年团被选为执行委员、宣传部长。1946年参军任骑1师第2团政治处主任、副政委、政委。1946年7月加入中国共产党，开国上校）任政治部副主任。1950年11月，骑兵第一师师部改编为锡林郭勒军分区和察哈尔军分区，第一师第一团改编为第一独立骑兵团，归属锡林郭勒军分区；第一师第二团和第三团合编为第二骑兵独立团，归属察哈尔军分区。都固尔扎布任锡林郭勒军分区司令员兼政委，富金山任参谋长，政治部主任高万宝扎布（1923年6月18日-2015年5月1日。前郭哈拉毛都站镇王府屯，1943年考入伪满建国大学。抗战胜利前夕，在地下党员刘健民的引导帮助下，与拉西道尔吉等组建抗日组织“郭前旗大同会”。1946年1月组建了东北民主联军郭前旗蒙古骑兵独立团任政委。作为区外四旗代表团代团长、支部书记参加五一大会。1947年7月整训扩编，设司令部、政治处、供给处、卫生队，组建机炮连，共800多人。1948年8月出席了内蒙古军区庆功会，被东北军区授予“战斗英雄”称号。1950年10月任锡林郭勒军分区政治部主任，1952年任昭乌达军分区副政委，1954年任锡林郭勒军分区第一副政委兼盟委第一副书记，1958年任锡盟第一书记、军分区第一政委。1967年平反任锡盟革命委员会主任。1982年任内蒙古基本建设委员会副主任，呼市第二书记，自治区计经委副主任。1984年副军级职务离休）。王海山任察哈尔军分区司令员，韩惠如任政委，田积忠任副司令员，陈时雨任参谋长，孙殿忠任政治部主任。
  - 骑兵第二师：1946年1月成立兴安南地区警备司令部。司令员乌力图，参谋长白音布鲁格，政治部主任李鸿范。辖骑兵第五团（团长格日乐图500余人）、骑兵六团（团长特古斯，400余人）、骑兵七团（团长温都苏，政委蔡柏信，约300人）、骑兵八团（团长庄子，政委王成美， 360多人）、骑兵九团（团长旺哈尔，政委陈玉良，全团500多人）。1946年4月改称东蒙古人民自治军骑兵第二师，师长乌力图，政委赵石，参谋长白音布鲁格，政治部主任李鸿范，辖骑兵十一团（团长格日乐图/1946.5那仁，政委耿青）、骑兵十二团（团长特古斯/1946.5好斯巴雅尔，政委赖其正）、骑兵十三团（团长温都苏，政委王景义）、骑兵十四团（团长庄子，政委王成美）、骑兵十五团（团长旺哈尔，政委陈玉良）。1946年6月改称内蒙古人民自卫军骑兵第二师，师长那钦双和尔/1946.11白音布鲁格，政委赵石，参谋长白音布鲁格/1946.6丹森宁布，政治部主任李鸿范/1946.10好斯巴雅尔，辖骑兵十一团（团长那仁，政委耿青）、骑兵十二团（团长好斯巴雅尔/1946.6特古斯巴雅尔,政委赖其正/1946.10/关布扎布)、骑兵十三团（团长协日巴拉,政委温都苏）、骑兵十四团(1946年7月撤销建制)、骑兵十五团（团长旺哈尔,政委    陈玉良/1946.6特古斯）。1947年7月改称哲里木盟军分区，司令员那钦双和尔，副司令员谭刚、白音布鲁格，政委赵石，第二政委胡秉权，副政委孙兴华  燕蔷，参谋长谭刚(兼)，副参谋长丹森宁布，辖骑兵十一团（团长那仁，政委陈时雨）、骑兵十二团（团长乌力吉达赉，政委王景义），警卫团（团长特古斯巴雅尔(兼)，政委陈朱云）。1948年3月改称内蒙古人民解放军骑兵二师，师长白音布鲁格，政委胡秉权，第二政委都古尔扎布，参谋长丹森宁布，政治部主任巴图，后勤部长孟庆群，辖骑兵二十一团（团长那仁，政委陈时雨）、骑兵二十二团（团长乌力吉达赉/图克斯巴雅尔/罗旺扎布，政委赛胜阿），骑兵二十三团（团长赵福林/骆长胜，副政委布）、骑兵二十四团（团长那达那，政委高万宝扎布）。1948年3月中旬，骑兵第二师挺进到铁岭、法库、彰武一带，对沈阳之敌进行监视，随后参与围困新民、封锁沈阳，防止敌军突袭，打击敌人的骚扰和抢粮。1948年4月，骑兵第2师第21团接受围困沈阳外围新民县的任务。骑兵第2师部队于9月初从葛根庙出发，乘火车到保康至卧龙屯之间各站下车，9月中旬到达指定地点黑林子镇，向东北野战军第1兵团报到。根据所担负的任务，骑兵第2师以黑林子镇为中心组织防御地带。从右至左排列部署：骑兵第23团、第21团、第22团为第一防御梯队；第24团和配属的内蒙古骑兵第1师第3团为第二防御梯队，师指挥所设在黑林镇。若长春守敌从黑林镇一带突围，骑兵第2师可采取打、拉、阻紧密结合的阻击、侧击战术，迟滞敌人的行动，堵截敌人退路，严防敌人逃跑，并争取时间，配合主力部队歼灭敌人。1949年5月称中国人民解放军内蒙古骑兵二师，师长白音布鲁格，政委胡秉权/1949.8慕汝瑞，参谋长丹森宁布，政治部主任巴图，供给部长孟庆洋，辖骑兵四团（团长那仁/1949.12包喜，政委陈时雨）、骑兵五团（团长图古斯白乙尔/罗旺扎布，政委赛胜阿）、骑兵六团（团长那达那，政委阿古达目）。[5]
  - 第二十四团：根据吉黑纵队司令员曹里怀、辽北二地委书记郭峰的指示，1946年1月收编了郭前旗治安队，组建了东北民主联军郭前旗蒙古骑兵独立团。约1500人左右。政委高万宝扎布、副政委兼副团长黎晓初是八路军太岳干部，团长陈达力（旧军官）、参谋长是高士哲，一营由蒙古进步青年组成，二营是陈达力的伪满治安队，三营是包青俊的伪满治安队。经过斗争、分化、整编，1946年7月该团成为剿匪、维持社会治安、保卫胜利果实的革命武装，辖3个骑兵连、1个警通排。郭峰、黎晓初介绍高万宝扎布入党。参加三下江南、围困长春、攻打四平、辽沈战役，先后经历大小战斗100余次，在乾安、安广、肇源、阜新、辽阳、沈阳、怀德、德惠、长春、四平等十几个市县地区共歼敌1180余人，毙500人，伤100人，俘敌600余人。作为区外四旗代表团代团长、支部书记参加五一大会。1947年7月整训扩编，设司令部、政治处、供给处、卫生队，组建机炮连，共800多人。1948年9月，辽吉二分区第19团（郭前旗蒙古骑兵团）编入内蒙古军区序列，为骑兵第二师第二十四团。
  - 骑兵第四师（蒙骑四师）：昭乌达盟的蒙古族武装，1946年1月由东蒙古人民自治政府组建。1945年10月至1946年2月多次与热北军分区部队发生武装冲突。师长和子章/1947年9月起阿民布和，政委乌力吉那仁，参谋长仁钦宁布/阿民布和（和子章四弟）/1947年9月起郎布仁钦；政治部主任蒙和舞乐极（1947年3月刘昌继任）；供给部部长图门思。辖6个团3000余人。四三会议后，热北军分区部队进驻林东。1947年2月，在昭乌达盟组建了蒙汉联军，对蒙骑四师做了初步整编。1947年9月，全师排除叛变的与洗刷掉的，所剩790人，缩编为2个团：原34团与36团一部编为31团，团长确吉敖斯尔，政委斯布吉德道尔吉；原32团与35团余部（额勒登格叛变后该团剩一个连另一个排）编为33团，团长包英昌，政委张华廷，37团已划归辽西军区的哲里木盟军分区。1948年10月23日，蒙骑四师编为内蒙古人民解放军骑兵第10师第31团，共4个连562人，团长唐巴图平安，政委张华廷。1949年6月1日，在突泉编为中国人民解放军内蒙古军区骑兵第3师第7团。1950年10月，蒙骑3师编散，第7团划归兴安盟军分区编入各旗县人民武装部。
    - 32团（巴林左旗）：团长恩和图布新/博拉哈/包英昌、政委斯布吉德道尔吉/张华廷。
    - 33团（巴林左旗）：团长恩和图布新，后编入32团。
    - 34团团长仲乃/确吉敖斯尔，政委额尔恒巴图/斯布吉德道尔吉。
    - 35团团长额勒登格,政委道布钦巴拉珠尔。
    - 36团（克什克腾旗）团长包英昌，政委查干楚仑。
    - 37团（扎鲁特旗）团长洪富升格/布仁巴雅尔,政委赛音巴雅尔。

  - 骑兵第五师：1946年3月，扎兰屯地区（兴安东省后改称纳文慕仁盟）的民族武装整编，师长鄂嫩日图，政委朱子休（西满军区干部）、克力更、夏辅仁（西满分局干部），下辖5个团2000余人。1948年2月整编为内蒙古人民解放军独立骑兵第三团。
    - 第四十三团：1945年10月20日在莫力达瓦旗达斡尔族、鄂温克族青年组建了莫旗阿尔拉大队。1945年11月4日开始在莫旗杜拉尔屯清剿光复军。在嫩江军区指挥下，参加解放尼尔基、保卫讷河、解放嫩江县城等战斗。1946年1月编为东蒙古人民自治军骑兵第八旅第一团、1946年6月编为内蒙古人民自卫军骑兵第五师第四十三团、1948年2月编为内蒙古人民解放军独立第三团、中国人民解放军内蒙古军区警卫团。在内蒙古莫旗、阿荣旗、布特哈旗(现扎兰屯市)和黑龙江省甘南、讷河、嫩江等广大地区与光复军和土匪作战上百次，敌我双方人员伤亡比例大体28比1，在开辟纳文慕仁盟工作和建立西满军区后方根据地斗争中做出贡献。向地方输送了100多名民族干部战士。部队发展了300多名中共党员和100多名共青团员，培养提拔了250多名班长、110多名排长、66名连级干部、29名营级和团级干部。[6]
    - 教导团：副团长佟拉格

  - 骑兵第六师：1945年10月呼伦贝尔地方自治政府组建了几十人的保安队。1946年3月编入了伪满第十军管区的投诚官兵（1945年8月11日，驻海拉尔的伪满第十军管区的司令官郭文林、参谋长正珠尔扎布在鄂温克旗锡尼河地区打死部队中的日籍军官，率领2000多官兵向苏军投诚，被羁押于外蒙古境内。1945年10月移到海拉尔俘虏营，修建海拉尔的苏军烈士纪念碑。1946年1月全部被苏军就地释放），扩编为保安总队，200多人。1946年5月16日嫩江军区派王化一旅长率领第一旅部分部队乘火车和平进驻海拉尔，但滨洲铁路西段沿途的社情敌情非常复杂，大批地方警察为潜赴的地下军、先遣军、光复军。1946年5月呼伦贝尔治安纵队改编为东蒙古人民自治军骑兵第六师，师长贡格尔扎布，师政委王化一（嫩江军区旅长）。1946年6月下旬改称内蒙古人民自卫军骑兵第六师。1946年8月改称呼伦贝尔地方自卫军，司令员登登泰（伪满少校军官），下设2个团，共325人，其中军官46人大都为民族干部。由于呼伦贝尔地方政权财力不足，在呼盟工委书记苏林的请求下，由嫩江省主席于毅夫拨款50万元解决了这支部队的夏装和部分经费。东北民主联军总部从佳木斯拨给300支枪运到海拉尔。该部组成人员背景复杂，1948年2月整编为内蒙古人民解放军独立骑兵第九团时，复员部分官兵，部分送东北军政大学，留下政治与个人历史上无大问题、军事素质较好的部分年轻官兵，并调入佟拉格和吴忠瑞带来的骑兵第五师教导团第一连。
  - 兴安支队：包启文
  - 第6支队：那钦双合尔